# Stávka v Trbovljích (1958)
Stávka v Trbovljích v lednu 1958 byla prvním významnějším incidentem, při kterém se jugoslávská komunistická moc setkala s nespokojenými horníky. Jednalo se o první stávku v zemi po druhé světové válce. Horníci tehdy během několikadenního protestu (od 13. do 16. ledna) požadovali zvýšení platů. Do stávky vstoupilo cca 4000 dělníků, včetně členů Svazu komunistů Jugoslávie.
Stávka, která se konala uprostřed tzv. druhé pětiletky (známé pouze pod názvem "perspektivní plán") byla odpovědí dělníků na zvyšující se nerovnost ve společnosti, na kterou dopláceli. V roce 1957 byl přijat zákon, který umožnil decentralizaci minimální mzdy (každý podnik si ji nyní mohl stanovovat sám), což přirozeně vyvolalo řadu problémů. Slovinské doly v Trbovljích a dalších okolních městech (Hrastno, Zagorje ob Savi apod.) však kvůli tehdy klesající ceně uhlí neměly dostatek prostředků na to, aby mohly dělníkům zvyšovat platy tak, jak chtěli. Ve snaze situaci uklidnit bylo rozhodnuto na začátku roku 1957 vyplatit další mimořádnou mdzu, vedení dolu v Trbovljích však toto odmítlo, neboť na ní nemělo peníze. Následně vypukla stávka.
V souvislosti se stávkou, která hrozila i rozšířením do dalších oblastí, kde je nemalá část obyvatelstva zaměstnána v hornictví, odcestovali čelní představitelé SKJ urychleně do Slovinska, aby situaci řešili.
Stávky si všimla i západní média, která ji považovala za velmi významný problém.[zdroj?] Jugoslávské vedení, včetně Josipa Tita, se pokoušelo problém uklidnit; na západ vzkázalo, že stávku vnímají příliš vážně; samotným dělníkům pak že není pravda, že se mají hůře než dříve a že komunisté musí situaci lépe vysvětlit. Jugoslávská média o stávce nejprve neinformovala. Slovinské komunistické vedení se vyjádřilo prostřednictvím časopisu Slovenski poročevalec k této záležitosti tak, že není cílem dělníků, aby o svých záležitostech rozhodovali sami. Pokud k takovému kroku ale přesto sáhnou, mělo by být povinností komunistů, aby jim dokázali vysvětlit, kam jejich pravomoci sahají.